# Хоменко Борис Васильович
Бори́с Васи́льович Хоме́нко (20 травня 1928 — 31 липня 2011). Уродженець села Гути, нині Конотопського району Сумської області — український літературознавець, перекладач, педагог. Дослідник комі літератури.
Член Спілки журналістів України (1961—2011), Національної спілки письменників України (2000—2011). Перебував на обліку Вінницької обласної організації НСПУ. Нагороджений, зокрема, орденамами Вітчизняної війни 2 ступеня.

## Біографія
Борис Васильович Хоменко народився 20 травня 1928 року в селі Гути, нині Конотопського району Сумської області.
Учасник Другої світової війни. Нагороджений орденами та медалями.
Закінчив Вінницький технікум комунального і цивільного будівництва (1948), філологічний факультет Вінницького педагогічного педінституту (1953). Учителював, був на видавничій роботі, від 1963 року — викладач кафедри української літератури педагогічного інституту (нині Вінницький державний педагогічний університет імені Михайла Коцюбинського).
Кандидат філологічних наук (1972), професор кафедри української літератури та журналістики (до 2009 р.).

## Творчість
Досліджував творчість ряду українських письменників ХІХ — ХХ ст., найбільш наполегливо — Тараса Шевченка та Михайла Коцюбинського. Роботи також присвячені творчості класиків — Григорія Сковороди, Івана Франка, Івана Котляревського, Марка Вовчка, Степана Руданського, Анатолія Свидницького, Олександра Довженка, Володимира Сосюри; сучасників — Є. Гуцала, Г. Т. Танцюри, В. Л. Юхимовича, А. Д. Гудими, П. М. Перебийноса, Б. А. Буяльського, В. Д. Кобця.
Автор статей у таких науково-популярних виданнях, як: Українська літературна енциклопедія, Енциклопедія сучасної України, а також Шевченківська енциклопедія, літературний словник Вінниччини «З-над Божої ріки» (Вінниця, 2001).

## Твори
Автор книжок:
- Народні джерела творчості Марка Вовчка: На матеріалах української прози (К., 1977);
- Ясна зоря української літератури (1983);
- Вінок безсмертя. Книга-меморіал (К., 1988, у співавторстві);
- Подільськими стежками Михайла Коцюбинського (2004, у співавторстві);
- Тарас Шевченко і Вінниччина: Бібліографічний покажчик (2004, у співавторстві);
- У храмі рідного слова (2008);
- Пам'ятаймо тую славу! Статті, рецензії, есе. (Вінниця, 2012).

Упорядник та співупорядник антологій одного вірша:
- Тарас Шевченко «Заповіт»: Мовами народів світу (К., 1989);
- Иван Куратов «Менам муза»: На языках народов мира и СССР (Сиктивкар, 1989);
- Володимир Сосюра «Любіть Україну»: Переклади мовами народів світу (К., 1998; К., 2003);
- Степан Руданський «Повій, вітре, на Вкраїну»: Переклади мовами народів світу (К., 2003).

Переклав окремі твори: з російської мови — А. Цесарського «Записки партизанського лікаря» (1962), В. Муравйова «Перші пісні» (1978); з балкарської — Е. Гуртуєва «Книжка про Хасана» (1979); з осетинської — Т. Бесаєва, з тамільської — зб. «Тамільські прислів'я та приказки» (1991).

## Нагороди і почесні звання
Лауреат премії імені Степана Руданського (2005).